# Dalton Grant
Dalton Grant (* 8. April 1966 in London) ist ein ehemaliger britischer Hochspringer, der Ende der 1980er und während der 1990er Jahre zur Weltspitze zählte.

## Karriere

### Bis 1993
Grant begann seine Laufbahn mit einem siebten Platz und 2,10 m bei den Commonwealth Games 1986 in Edinburgh. 1987 wurde er mit 2,27 m Siebter bei den Leichtathletik-Halleneuropameisterschaften in Liévin. Bei den Leichtathletik-Hallenweltmeisterschaften in Indianapolis zwei Wochen später belegte er mit 2,28 m den achten Platz. Nach einem elften Platz mit 2,24 m bei den Halleneuropameisterschaften 1988 in Budapest wurde er bei den Olympischen Spielen in Seoul Siebter mit 2,31 m.
Seine erste Medaille gewann Grant bei den Halleneuropameisterschaften 1989 in Den Haag, als er nach 2,33 m im regulären Springen und drei Fehlversuchen bei 2,35 m gegen Dietmar Mögenburg im Stechen unterlag und Silber gewann. Bei den Hallenweltmeisterschaften in Budapest gewann Javier Sotomayor mit Hallenweltrekord von 2,43 m. Hinter Sotomayor überquerten drei Springer 2,35 m: Mögenburg gewann Silber, der Schwede Patrik Sjöberg erhielt Bronze, und Grant wurde nur Vierter. 
Von Ende Januar bis Anfang Februar 1990 fanden die Commonwealth Games in Auckland statt. Im Hochsprung siegte Clarence Saunders von den Bermudas mit 2,36 m vor Grant, der 2,34 m überquerte. Vier Wochen später wurde Grant mit 2,24 m Siebter bei den Halleneuropameisterschaften in Glasgow. Im Sommer bei den Leichtathletik-Europameisterschaften in Split wurde Grant mit 2,31 m Vierter. 
1991 reiste Grant mit einer Höhe von 2,20 m zum Leichtathletik-Europacup, den er mit 2,30 m gewann. Bei den Leichtathletik-Weltmeisterschaften 1991 in Tokio stieg er mit 2,31 m, einem Zentimeter über seiner Saisonbestleistung ein. Er steigerte sich auf einen neuen britischen Rekord von 2,36 m und wurde doch nur Vierter hinter Charles Austin, Sotomayor und Hollis Conway. Der britische Rekord wurde 1992 von Steve Smith auf 2,37 m verbessert.
Bei den Olympischen Spielen 1992 in Barcelona scheiterte Grant in der Qualifikation. 1993 überquerte er bei den Halleneuropameisterschaften in Toronto 2,34 m und wurde Vierter hinter Sotomayor, Sjöberg und Smith.

### Ab 1994
Bei den Halleneuropameisterschaften 1994 in Paris-Bercy gelang Grant der höchste Sprung seiner Karriere. Er gewann Gold mit 2,37 m, nachdem er bei 2,35 m gepokert hatte. Der Franzose Jean-Charles Gicquel hatte 2,35 m genommen, worauf Grant auf seine ausstehenden Versuche verzichtete, die er bei 2,37 m einsetzte. Bei den Europameisterschaften in Helsinki wurden Grant und Gicquel dann gemeinsam mit 2,25 m Neunte. Zweieinhalb Wochen nach dem EM-Finale fand das Hochsprung-Finale der Commonwealth Games in Victoria statt. Steve Smith und der Australier Tim Forsyth lieferten sich ein spannendes Duell um Gold und Silber mit vier Runden im Stechen, welches letztlich Forsyth gewann. Grant wurde mit 2,28 m Fünfter.
Nach einem achten Platz mit 2,28 m bei den Hallenweltmeisterschaften 1995, dem Scheitern in der Qualifikation bei den Weltmeisterschaften 1995 in Göteborg und den Olympischen Spielen 1996 in Atlanta sowie einem zehnten Platz mit 2,25 m bei den Hallenweltmeisterschaften 1997 reiste Grant fast ohne Vorbereitung zu den Weltmeisterschaften 1997 nach Athen. In der Qualifikation steigerte er seine Saisonbesthöhe auf 2,28 m, übersprang im Finale die Anfangshöhe von 2,32 m im ersten Versuch, scheiterte dann aber dreimal an 2,35 m. Es gewann Javier Sotomayor mit 2,37 m vor Artur Partyka und Forsyth, Dalton Grant wurde Vierter.
Zu den Europameisterschaften 1998 in Budapest reiste Grant mit einer Bestleistung von 2,28 m an. Mit 2,34 m gewann er Silber hinter Artur Partyka. Einen Monat später siegte Grant bei den Commonwealth Games in Kuala Lumpur mit 2,31 m. 
Bei den Commonwealth Games 2002 versuchte Grant nach vielen Verletzungen noch einmal ein Comeback und wurde mit 2,15 m Sechster. 
Dalton Grant ist 1,86 m groß und wog in seiner aktiven Zeit 76 kg. Er hatte während seiner Karriere häufig das Können und das Glück, in wichtigen Wettkämpfen, die richtigen Höhen auszulassen und sich gute Platzierungen durch eine geringe Anzahl an Fehlversuchen zu erkämpfen. So meisterte er bei den Weltmeisterschaften 1997 die bis dahin höchste Anfangsmarke von 2,32 m.